# کونیگزگ سی‌سی
کونیگزگ سی‌سی (به انگلیسی: Koenigsegg CC) نمونه اولیه خودروی اسپورت سی‌سی۸اس بود که توسط شرکت خودروسازی سوئدی کونیگزگ ساخته شد.